# Jorginho (calciatore 1988)
Jorge Vinícius Oliveira Alves, meglio noto come Jorginho (Pereira Barreto, 3 maggio 1988), è un calciatore brasiliano, attaccante svincolato.

## Carriera
Ha giocato nella massima serie dei campionati bulgaro e cipriota.